# Fredrikstad Fotballklubb 2017
Questa voce raccoglie le informazioni riguardanti il Fredrikstad Fotballklubb nelle competizioni ufficiali della stagione 2017.

## Stagione
Il 23 novembre 2016, Andrea Loberto è stato nominato nuovo allenatore del Fredrikstad, in vista del campionato 2017. A seguito dell'11º posto finale della precedente stagione, il Fredrikstad avrebbe affrontato il campionato di 1. divisjon 2017, oltre al Norgesmesterskapet. Il 20 dicembre è stato compilato il calendario del nuovo campionato, che alla 1ª giornata avrebbe visto la squadra andare a far visita allo Start, nel weekend dell'1-2 aprile 2016.
Il 7 aprile è stato sorteggiato il primo turno del Norgesmesterskapet 2017: il Fredrikstad avrebbe fatto visita al Kråkerøy. A causa della sconfitta per 1-0 contro questa squadra, il Fredrikstad ha salutato la competizione al primo turno.
Il 27 ottobre, Loberto ha rassegnato le proprie dimissioni dopo un colloquio con i giocatori, lasciando il Fredrikstad al 14º posto in classifica ed in piena lotta per non retrocedere. Al suo posto, due giorni più tardi, è stato chiamato Bjørn Petter Ingebretsen.
Il Fredrikstad ha chiuso l'annata al 14º posto, venendo così costretto ad affrontare il play-off per la 1. divisjon contro il Notodden, in una doppia sfida. Dopo il pareggio per 0-0 all'andata, il Notodden ha vinto la sfida di ritorno col punteggio di 5-3, relegando il Fredrikstad in 2. divisjon.

## Maglie e sponsor
Lo sponsor tecnico per la stagione 2017 è stato Umbro, mentre lo sponsor ufficiale è stato Stabburet. La divisa casalinga è composta da una maglietta bianca con inserti rossi, pantaloncini rossi e calzettoni bianchi. La divisa da trasferta è invece completamente nera, con rifiniture bianche.
| Casa | Trasferta |

## Rosa
| N. |                      | Ruolo | Calciatore               |
| -- | -------------------- | ----- | ------------------------ |
| 1  | Norvegia (bandiera)  | P     | Håvar Grøntvedt Jenssen  |
| 2  | Norvegia (bandiera)  | D     | Magne Simonsen           |
| 3  | Finlandia (bandiera) | D     | Jarkko Lahdenmäki        |
| 4  | Croazia (bandiera)   | D     | Mislav Leko              |
| 5  | Norvegia (bandiera)  | D     | Edvard Skagestad         |
| 6  | Norvegia (bandiera)  | C     | Patrik Karoliussen       |
| 7  | Finlandia (bandiera) | C     | Joona Veteli             |
| 9  | Norvegia (bandiera)  | A     | Ulrik Flo                |
| 10 | Danimarca (bandiera) | A     | Sanel Kapidžić           |
| 11 | Norvegia (bandiera)  | A     | Johnny Buduson           |
| 11 | Norvegia (bandiera)  | C     | Kristian Brix            |
| 14 | Svezia (bandiera)    | C     | Alexander Henningsson    |
| 16 | Norvegia (bandiera)  | C     | Filip Johansen Westgaard |
| 17 | Norvegia (bandiera)  | A     | Rocky Lekaj              |
| 17 | Norvegia (bandiera)  | D     | Mats André Kaland        |
| 18 | Norvegia (bandiera)  | C     | Ludvig Begby             |

| N. |                        | Ruolo | Calciatore         |
| -- | ---------------------- | ----- | ------------------ |
| 19 | Norvegia (bandiera)    | D     | Henrik Bredeli     |
| 19 | Senegal (bandiera)     | A     | Moustapha N'Diaye  |
| 20 | Norvegia (bandiera)    | C     | Håvard Åsheim      |
| 21 | Norvegia (bandiera)    | C     | Henrik Furebotn    |
| 22 | Norvegia (bandiera)    | D     | Akinshola Akinyemi |
| 23 | Norvegia (bandiera)    | C     | Rino Falk Larsen   |
| 24 | Norvegia (bandiera)    | C     | Anas Farah Ali     |
| 25 | Finlandia (bandiera)   | P     | Jon Masalin        |
| 28 | Ghana (bandiera)       | D     | Razak Nuhu         |
| 29 | Inghilterra (bandiera) | D     | Kevin Wright       |
| 33 | Croazia (bandiera)     | C     | Dinko Trebotić     |
| 41 | Norvegia (bandiera)    | D     | Leo Olsen          |
| 42 | Norvegia (bandiera)    | C     | Thomas Rekdal      |
| 44 | Norvegia (bandiera)    | A     | Joel Armstrong     |
| 46 | Norvegia (bandiera)    | C     | Tomas Borgersen    |

## Calciomercato

### Sessione invernale(dal 01/01 al 31/03)
| Arrivi           | Arrivi            | Arrivi       | Arrivi        |
| R.               | Nome              | da           | Modalità      |
| ---------------- | ----------------- | ------------ | ------------- |
| D                | Mats André Kaland | Varberg      | fine prestito |
| D                | Jarkko Lahdenmäki |              | svincolato    |
| D                | Mislav Leko       |              | svincolato    |
| D                | Razak Nuhu        |              | svincolato    |
| D                | Edvard Skagestad  |              | svincolato    |
| D                | Kevin Wright      | Carlisle Utd | definitivo    |
| C                | Rino Falk Larsen  | Vålerenga    | definitivo    |
| C                | Dinko Trebotić    |              | svincolato    |
| C                | Joona Veteli      |              | svincolato    |
| Altre operazioni |                   |              |               |
| R.               | Nome              | da           | Modalità      |
| A                | Andreas Aalbu     | Varberg      | fine prestito |

| Partenze | Partenze               | Partenze        | Partenze      |
| R.       | Nome                   | a               | Modalità      |
| -------- | ---------------------- | --------------- | ------------- |
| P        | Per Morten Kristiansen |                 | svincolato    |
| D        | Torben Halvorsen       |                 | svincolato    |
| D        | Netan Sansara          |                 | svincolato    |
| D        | Adam Straith           |                 | svincolato    |
| D        | Martin Thømt Jensen    | Moss            | definitivo    |
| D        | Erik Tønne             |                 | svincolato    |
| D        | Brice Wembangomo       | Sarpsborg 08    | fine prestito |
| C        | Håvard Åsheim          |                 | svincolato    |
| C        | Roger Risholt          |                 | ritiro        |
| A        | Andreas Aalbu          | Ullensaker/Kisa | definitivo    |
| A        | Monir Benmoussa        |                 | svincolato    |
| A        | Steffen Nystrøm        |                 | svincolato    |
| A        | Badr Rahhaoui          |                 | svincolato    |

### Tra le due sessioni
| Arrivi | Arrivi | Arrivi | Arrivi   |
| R.     | Nome   | da     | Modalità |
| ------ | ------ | ------ | -------- |

| Partenze | Partenze       | Partenze | Partenze   |
| R.       | Nome           | a        | Modalità   |
| -------- | -------------- | -------- | ---------- |
| C        | Dinko Trebotić |          | svincolato |

### Sessione estiva(dal 20/07 al 16/08)
| Arrivi | Arrivi                | Arrivi          | Arrivi     |
| R.     | Nome                  | da              | Modalità   |
| ------ | --------------------- | --------------- | ---------- |
| D      | Henrik Bredeli        | Strømsgodset    | prestito   |
| C      | Henrik Furebotn       | Sogndal         | prestito   |
| C      | Alexander Henningsson | Halmstad        | definitivo |
| A      | Johnny Buduson        | Haugesund       | prestito   |
| A      | Rocky Lekaj           | Kristiansund BK | definitivo |

| Partenze | Partenze          | Partenze        | Partenze   |
| R.       | Nome              | a               | Modalità   |
| -------- | ----------------- | --------------- | ---------- |
| D        | Kristian Brix     | Sandnes Ulf     | definitivo |
| D        | Mats André Kaland | Ullensaker/Kisa | definitivo |
| D        | Kevin Wright      | Degerfors       | prestito   |
| A        | Moustapha N'Diaye | Elverum         | definitivo |

## Risultati

### 1. divisjon

#### Girone di andata
| Arbitro: | Hansen (Oslo) |

|                   |           |                              |
| Heikkilä 33’, 90’ | Marcatori | 36’ Falk Larsen 84’ Trebotić |

| Arbitro: | Smehus Kringstad (Oslo) |

|         |           |          |
| Flo 65’ | Marcatori | 74’ Boye |

| Sandnes 17 aprile 2017, ore 15:00 3ª giornata | Sandnes Ulf    | 0 – 0 referto | Fredrikstad | Sandnes Stadion (1.695 spett.)\| Arbitro: \| Hauge (Bergen) \| |
| Arbitro:                                      | Hauge (Bergen) |               |             |                                                                |

| Arbitro: | Jonsson Trædal (Oslo) |

|  |           |            |
|  | Marcatori | 63’ Opseth |

| Arbitro: | Borgersen (Oslo) |

|                       |           |              |
| Langås 4’ Jørstad 53’ | Marcatori | 38’ Kapidžić |

| Arbitro: | Amland (Bergen) |

|              |           |                        |
| Kapidžić 41’ | Marcatori | 69’ Hove 90’ Benmoussa |

| Arbitro: | Gjermshus (Oslo) |

|                    |           |  |
| Karlsen 90’ (rig.) | Marcatori |  |

| Arbitro: | Følstad Skarsem (Trondheim) |

|        |           |                     |
| Flo 8’ | Marcatori | 10’ (rig.) Andersen |

| Arbitro: | Jonsson Trædal (Oslo) |

|                        |           |             |
| Stene 36’, 62’ Aas 38’ | Marcatori | 90’ N'Diaye |

| Arbitro: | Borgersen (Oslo) |

|          |           |          |
| Brix 87’ | Marcatori | 48’ Pepa |

| Arbitro: | Hansen Grøtta |

|                                             |           |                |
| Brændsrød 17’ Lange 20’ Øby 23’ Achrifi 40’ | Marcatori | 76’ (rig.) Flo |

| Fredrikstad 11 giugno 2017, ore 18:00 12ª giornata                          | Fredrikstad | 4 – 0 referto | Elverum | Fredrikstad Stadion (3.213 spett.) |
| \| \| \| \| \| Veteli 23’, 50’ Akinyemi 43’ Kapidžić 77’ \| Marcatori \| \| |             |               |         |                                    |
|                                                                             |             |               |         |                                    |
| Veteli 23’, 50’ Akinyemi 43’ Kapidžić 77’                                   | Marcatori   |               |         |                                    |

| Arbitro: | Amland (Bergen) |

|              |           |            |
| Kapidžić 75’ | Marcatori | 90’ Castro |

| Arbitro: | Jonsson Trædal (Oslo) |

|              |           |              |
| Bjørshol 49’ | Marcatori | 52’ Kapidžić |

| Arbitro: | Moen (Oslo) |

|                  |           |            |
| Leko 19’ Flo 56’ | Marcatori | 89’ Mienna |

#### Girone di ritorno
| Arbitro: | Aslam |

|                                  |           |                        |
| Kupen 31’, 68’, 73’ Muhammed 66’ | Marcatori | 38’ Johansen Westgaard |

| Arbitro: | Gjermshus (Oslo) |

|         |           |           |
| Flo 67’ | Marcatori | 84’ Solum |

| Arbitro: | Amland (Bergen) |

|                   |           |  |
| Akintola 30’, 83’ | Marcatori |  |

| Fredrikstad 13 agosto 2017, ore 18:00 19ª giornata | Fredrikstad | 0 – 0 referto | Levanger | Fredrikstad Stadion\| Arbitro: \| Aslam \| |
| Arbitro:                                           | Aslam       |               |          |                                            |

| Arbitro: | Jonsson Trædal (Oslo) |

|                                              |           |  |
| Leikvoll Moberg 1’ Olsen 9’, 71’ Saltnes 68’ | Marcatori |  |

| Arbitro: | Hauge (Bergen) |

|          |           |                     |
| Ekpe 41’ | Marcatori | 90’ (rig.) Kapidžić |

| Arbitro: | Haugen (Rælingen) |

|                                |           |           |
| Flo 73’ Johansen Westgaard 77’ | Marcatori | 2’ Herrem |

| Elverum 10 settembre 2017, ore 15:00 23ª giornata          | Elverum   | 1 – 1 referto | Fredrikstad | Elverum Stadion (1.507 spett.) |
| \| \| \| \| \| Enkerud 72’ \| Marcatori \| 47’ Kapidžić \| |           |               |             |                                |
|                                                            |           |               |             |                                |
| Enkerud 72’                                                | Marcatori | 47’ Kapidžić  |             |                                |

| Arbitro: | Tennøy (Bergen) |

|                        |           |            |
| Kapidžić 45’ Lekaj 51’ | Marcatori | 37’ Larsen |

| Arbitro: | Moen (Oslo) |

|                                     |           |                           |
| Güven 63’ Richardsen 78’ Ovlien 86’ | Marcatori | 55’ Kapidžić 69’ Akinyemi |

| Arbitro: | Amland (Bergen) |

|         |           |                          |
| Flo 90’ | Marcatori | 27’ Troudart 76’ Solberg |

| Arbitro: | Smehus Kringstad (Oslo) |

|                                           |           |              |
| Boye 35’ Pellegrino 45’ Sylling Olsen 88’ | Marcatori | 37’ Kapidžić |

| Arbitro: | Jonsson Trædal (Oslo) |

|                     |           |                                       |
| Kapidžić 77’ (rig.) | Marcatori | 74’ Reginiussen 81’ (rig.) Fonn Witry |

| Arbitro: | Haugen (Rælingen) |

|                                                                  |           |  |
| Andreassen 24’ (rig.), 52’, 87’ (rig.) V. Lysvoll 66’ Mienna 75’ | Marcatori |  |

| Arbitro: | Hansen (Oslo) |

|                                 |           |  |
| Akinyemi 33’ Flo 36’ Veteli 82’ | Marcatori |  |

### Playoff per la 1. divisjon
| Fredrikstad 12 novembre 2017, ore 18:00 Finale Andata | Fredrikstad | 0 – 0 referto | Notodden | Fredrikstad Stadion (5.340 spett.)\| Arbitro: \| Moen (Oslo) \| |
| Arbitro:                                              | Moen (Oslo) |               |          |                                                                 |

| Arbitro: | Jonsson Trædal (Oslo) |

|                                                             |           |                            |
| Hustad 7’ Jenssen 22’ Holmen 24’ Mbedule 28’ Midtgarden 69’ | Marcatori | 38’ Kapidžić 76’, 83’ Leko |

### Norgesmesterskapet
| Krøkerøy 26 aprile 2017, ore 18:00 Primo turno | Kråkerøy  | 1 – 0 referto | Fredrikstad | Kråkerøy Stadion |
| \| \| \| \| \| Stafseng 22’ \| Marcatori \| \| |           |               |             |                  |
|                                                |           |               |             |                  |
| Stafseng 22’                                   | Marcatori |               |             |                  |

## Statistiche

### Statistiche di squadra
| Competizione               | Punti | In casa | In casa | In casa | In casa | In casa | In casa | In trasferta | In trasferta | In trasferta | In trasferta | In trasferta | In trasferta | Totale | Totale | Totale | Totale | Totale | Totale | DR  |
| Competizione               | Punti | G       | V       | N       | P       | Gf      | Gs      | G            | V            | N            | P            | Gf           | Gs           | G      | V      | N      | P      | Gf     | Gs     | DR  |
| -------------------------- | ----- | ------- | ------- | ------- | ------- | ------- | ------- | ------------ | ------------ | ------------ | ------------ | ------------ | ------------ | ------ | ------ | ------ | ------ | ------ | ------ | --- |
| 1. divisjon                | 26    | 15      | 5       | 6       | 4       | 21      | 15      | 15           | 0            | 5            | 10           | 12           | 36           | 30     | 5      | 11     | 14     | 33     | 51     | -18 |
| Norgesmesterskapet         | -     | 0       | 0       | 0       | 0       | 0       | 0       | 1            | 0            | 0            | 1            | 0            | 1            | 1      | 0      | 0      | 1      | 0      | 1      | -1  |
| Playoff per la 1. divisjon | -     | 1       | 0       | 1       | 0       | 0       | 0       | 1            | 0            | 0            | 1            | 3            | 5            | 2      | 0      | 1      | 1      | 3      | 5      | -2  |
| Totale                     | -     | 16      | 5       | 7       | 4       | 21      | 15      | 17           | 0            | 0            | 12           | 15           | 42           | 33     | 5      | 12     | 16     | 36     | 57     | -21 |

### Andamento in campionato
| Giornata  | 1 | 2 | 3 | 4  | 5  | 6  | 7  | 8  | 9  | 10 | 11 | 12 | 13 | 14 | 15 | 16 | 17 | 18 | 19 | 20 | 21 | 22 | 23 | 24 | 25 | 26 | 27 | 28 | 29 | 30 |
| --------- | - | - | - | -- | -- | -- | -- | -- | -- | -- | -- | -- | -- | -- | -- | -- | -- | -- | -- | -- | -- | -- | -- | -- | -- | -- | -- | -- | -- | -- |
| Luogo     | T | C | T | C  | T  | C  | T  | C  | T  | C  | T  | C  | C  | T  | C  | T  | C  | T  | C  | T  | T  | C  | T  | C  | T  | C  | T  | C  | T  | C  |
| Risultato | N | N | N | P  | P  | P  | P  | N  | P  | N  | P  | V  | N  | N  | V  | P  | N  | P  | N  | P  | N  | V  | N  | V  | P  | P  | P  | P  | P  | V  |
| Posizione | 6 | 8 | 8 | 11 | 13 | 13 | 15 | 15 | 16 | 16 | 16 | 16 | 15 | 15 | 14 | 14 | 14 | 14 | 14 | 14 | 14 | 14 | 14 | 14 | 14 | 14 | 14 | 14 | 15 | 14 |

Fonte:  OBOS-ligaen 2017, su altomfotball.no, Altomfotball.
Legenda:

Luogo: C = Casa; T = Trasferta. Risultato: V = Vittoria; N = Pareggio; P = Sconfitta.

### Statistiche dei giocatori
| Giocatore             | 1. divisjon | 1. divisjon | 1. divisjon | 1. divisjon | Norgesmesterskapet | Norgesmesterskapet | Norgesmesterskapet | Norgesmesterskapet | Coppe europee | Coppe europee | Coppe europee | Coppe europee | Playoff per la 1. divisjon | Playoff per la 1. divisjon | Playoff per la 1. divisjon | Playoff per la 1. divisjon | Totale   | Totale | Totale      | Totale     |
| Giocatore             | Presenze    | Reti        | Ammonizioni | Espulsioni  | Presenze           | Reti               | Ammonizioni        | Espulsioni         | Presenze      | Reti          | Ammonizioni   | Espulsioni    | Presenze                   | Reti                       | Ammonizioni                | Espulsioni                 | Presenze | Reti   | Ammonizioni | Espulsioni |
| --------------------- | ----------- | ----------- | ----------- | ----------- | ------------------ | ------------------ | ------------------ | ------------------ | ------------- | ------------- | ------------- | ------------- | -------------------------- | -------------------------- | -------------------------- | -------------------------- | -------- | ------ | ----------- | ---------- |
| A. Akinyemi           | 23          | 3           | 6           | 0           | 0                  | 0                  | 0                  | 0                  |               |               |               |               | 1                          | 0                          | 1                          | 0                          | 24       | 3      | 7           | 0          |
| J. Armstrong          | 1           | 0           | 0           | 0           | 0                  | 0                  | 0                  | 0                  |               |               |               |               | 0                          | 0                          | 0                          | 0                          | 1        | 0      | 0           | 0          |
| H. Åsheim             | 21          | 0           | 2           | 0           | 1                  | 0                  | 0                  | 1                  |               |               |               |               | 1                          | 0                          | 1                          | 0                          | 23       | 0      | 3           | 1          |
| L. Begby              | 18          | 0           | 2           | 0           | 0                  | 0                  | 0                  | 0                  |               |               |               |               | 2                          | 0                          | 0                          | 0                          | 20       | 0      | 2           | 0          |
| T. Borgersen          | 0           | 0           | 0           | 0           | 0                  | 0                  | 0                  | 0                  |               |               |               |               | 0                          | 0                          | 0                          | 0                          | 0        | 0      | 0           | 0          |
| H. Bredeli            | 8           | 0           | 0           | 0           | -                  | -                  | -                  | -                  |               |               |               |               | 2                          | 0                          | 0                          | 0                          | 10       | 0      | 0           | 0          |
| K. Brix               | 9           | 1           | 1           | 0           | 1                  | 0                  | 0                  | 0                  |               |               |               |               |                            |                            |                            |                            | 10       | 1      | 1           | 0          |
| J. Buduson            | 10          | 0           | 0           | 0           | -                  | -                  | -                  | -                  |               |               |               |               | 1                          | 0                          | 0                          | 0                          | 11       | 0      | 0           | 0          |
| R. Falk Larsen        | 5           | 1           | 1           | 0           | 1                  | 0                  | 1                  | 0                  |               |               |               |               | 0                          | 0                          | 0                          | 0                          | 6        | 1      | 2           | 0          |
| A. Farah Ali          | 1           | 0           | 0           | 0           | 0                  | 0                  | 0                  | 0                  |               |               |               |               | 0                          | 0                          | 0                          | 0                          | 1        | 0      | 0           | 0          |
| U. Flo                | 29          | 8           | 2           | 0           | 1                  | 0                  | 0                  | 0                  |               |               |               |               | 2                          | 0                          | 0                          | 0                          | 32       | 8      | 2           | 0          |
| H. Furebotn           | 10          | 0           | 1           | 0           | -                  | -                  | -                  | -                  |               |               |               |               | 2                          | 0                          | 1                          | 0                          | 12       | 0      | 2           | 0          |
| H. Grøntvedt Jenssen  | 28          | -46         | 2           | 0           | 1                  | -1                 | 0                  | 0                  |               |               |               |               | 0                          | -0                         | 0                          | 0                          | 29       | -47    | 2           | 0          |
| A. Henningsson        | 13          | 0           | 2           | 0           | -                  | -                  | -                  | -                  |               |               |               |               | 1                          | 0                          | 0                          | 0                          | 14       | 0      | 2           | 0          |
| F. Johansen Westgaard | 30          | 2           | 2           | 0           | 1                  | 0                  | 0                  | 0                  |               |               |               |               | 1                          | 0                          | 0                          | 0                          | 32       | 2      | 2           | 0          |
| M. Kaland             | 6           | 0           | 0           | 0           | 1                  | 0                  | 0                  | 0                  |               |               |               |               | -                          | -                          | -                          | -                          | 7        | 0      | 0           | 0          |
| S. Kapidžić           | 29          | 11          | 4           | 0           | 1                  | 0                  | 0                  | 0                  |               |               |               |               | 2                          | 1                          | 0                          | 0                          | 32       | 12     | 4           | 0          |
| P. Karoliussen        | 28          | 0           | 5           | 0           | 0                  | 0                  | 0                  | 0                  |               |               |               |               | 2                          | 0                          | 0                          | 0                          | 30       | 0      | 5           | 0          |
| J. Lahdenmäki         | 11          | 0           | 1           | 0           | 0                  | 0                  | 0                  | 0                  |               |               |               |               | 0                          | 0                          | 0                          | 0                          | 11       | 0      | 1           | 0          |
| R. Lekaj              | 13          | 1           | 1           | 0           | -                  | -                  | -                  | -                  |               |               |               |               | 1                          | 0                          | 0                          | 0                          | 14       | 1      | 1           | 0          |
| M. Leko               | 25          | 1           | 6           | 0           | 1                  | 0                  | 0                  | 0                  |               |               |               |               | 2                          | 2                          | 0                          | 0                          | 28       | 3      | 6           | 0          |
| J. Masalin            | 2           | -5          | 0           | 0           | 0                  | -0                 | 0                  | 0                  |               |               |               |               | 2                          | -5                         | 0                          | 0                          | 4        | -10    | 0           | 0          |
| M. N'Diaye            | 15          | 1           | 2           | 0           | 1                  | 0                  | 0                  | 0                  |               |               |               |               | -                          | -                          | -                          | -                          | 16       | 1      | 2           | 0          |
| R. Nuhu               | 18          | 0           | 4           | 0           | 0                  | 0                  | 0                  | 0                  |               |               |               |               | 0                          | 0                          | 0                          | 0                          | 18       | 0      | 4           | 0          |
| L. Olsen              | 0           | 0           | 0           | 0           | 0                  | 0                  | 0                  | 0                  |               |               |               |               |                            |                            |                            |                            | 0        | 0      | 0           | 0          |
| T. Rekdal             | 7           | 0           | 0           | 0           | 0                  | 0                  | 0                  | 0                  |               |               |               |               | 0                          | 0                          | 0                          | 0                          | 7        | 0      | 0           | 0          |
| M. Simonsen           | 0           | 0           | 0           | 0           | 0                  | 0                  | 0                  | 0                  |               |               |               |               | 0                          | 0                          | 0                          | 0                          | 0        | 0      | 0           | 0          |
| E. Skagestad          | 14          | 0           | 2           | 0           | 1                  | 0                  | 0                  | 0                  |               |               |               |               | 2                          | 0                          | 0                          | 0                          | 17       | 0      | 2           | 0          |
| D. Trebotić           | 12          | 1           | 1           | 0           | 1                  | 0                  | 0                  | 0                  |               |               |               |               | -                          | -                          | -                          | -                          | 13       | 1      | 1           | 0          |
| J. Veteli             | 24          | 3           | 5           | 0           | 1                  | 0                  | 0                  | 0                  |               |               |               |               |                            |                            |                            |                            | 25       | 3      | 5           | 0          |
| K. Wright             | 5           | 0           | 2           | 0           | 1                  | 0                  | 0                  | 0                  |               |               |               |               | -                          | -                          | -                          | -                          | 6        | 0      | 2           | 0          |